# Морган (Вермонт)
Морган (англ. Morgan) — місто (англ. town) в США, в окрузі Орлінс штату Вермонт. Населення — 638 осіб (2020).

## Демографія
Згідно з переписом 2010 року, у місті мешкало 749 осіб у 321 домогосподарстві у складі 216 родин. Було 809 помешкань
Расовий склад населення:
| - 97,9 % — білих - 0,4 % — корінних американців - 0,4 % — азіатів |

До двох чи більше рас належало 0,9 %. Частка іспаномовних становила 0,9 % від усіх жителів.
За віковим діапазоном населення розподілялося таким чином: 19,2 % — особи молодші 18 років, 60,9 % — особи у віці 18—64 років, 19,9 % — особи у віці 65 років та старші. Медіана віку мешканця становила 48,6 року. На 100 осіб жіночої статі у місті припадало 97,6 чоловіків;  на 100 жінок у віці від 18 років та старших — 94,5 чоловіків також старших 18 років.
Середній дохід на одне домашнє господарство  становив 65 871 долар США (медіана — 35 000), а середній дохід на одну сім'ю — 68 287 доларів (медіана — 41 875). Медіана доходів становила 35 625 доларів для чоловіків та 35 000 доларів для жінок. За межею бідності перебувало 12,5 % осіб, у тому числі 0,0 % дітей у віці до 18 років та 14,5 % осіб у віці 65 років та старших.
Цивільне працевлаштоване населення становило 185 осіб. Основні галузі зайнятості: виробництво — 16,2 %, освіта, охорона здоров'я та соціальна допомога — 16,2 %, будівництво — 15,1 %.